# 24148 Михайлів
24148 Михайлів (24148 Mychajliw) — астероїд головного поясу, відкритий 14 листопада 1999 року.
Тіссеранів параметр щодо Юпітера — 3,467.